# Marla Alupoaicei
Marla Alupoaicei (n. 1974, Dixon⁠(d), Illinois, SUA) este o scriitoare americană.
Împreună cu soțul ei, Cătălin, își desfășoară activitatea în cadrul mai multor organizații filantropice, printre care Buckner Orphan Care International, în scopul ajutorării copiilor orfani și defavorizați din țări ca Mexic, România și altele.

## Biografie
A studiat engleza și teoria comunicării la Purdue University (Indiana) și teologia la Theological Seminary din Dallas.
În vara lui 1998, în timpul unei acțiuni umanitare, îl cunoaște în Târgu Mureș pe Cătălin Alupoaicei, cu care ulterior se va căsători.
Cei doi colaborează cu succes în cadrul mai multor demersuri filantropice.

## Opera literară
A scris mai multe cărți de proză și poezie în domenii ca: ficțiune, religie, publicistică, justiție socială.
Pentru activitatea sa literară a primit premiul Dorothy Sargent Rosenberg Poetry Prize în 2006 și a fost câștigătoarea celei de-a 76-a ediție a competiției Writer's Digest.
Poezia ei Constellation a fost prima care a primit premiul cel mare, în 2009, la concursul Writer's Digest Writing Competition.